# Notharctus tenebrosus
Genre
Espèce
Notharctus tenebrosus est une espèce éteinte de primates, parmi les premières existantes, vivant au début de l'Éocène il y a 54 à 38 millions d'années.  Son fossile a été découvert par Ferdinand V. Hayden en 1870 au Wyoming du sud-ouest. Il a d'abord été pris pour un petit pachyderme en raison de la concentration des fossiles de pachydermes dans le secteur.
Cependant, après la découverte d'un squelette complet par Walter Granger dans le Wyoming, Notharctus tenebrosus a fermement été identifié en tant que primate. Il ressemblait aux lémuriens vivant actuellement à Madagascar.
Notharctus tenebrosus a appartenu à un groupe éteint de primates connu sous le nom d'Adapiformes et des fossiles ont été trouvés en Europe et en Amérique du Nord. Il s'agit d'un des premiers groupes de primates à posséder un ensemble d'adaptations permettant une vie arboricole, comme des mains préhensiles, une vision binoculaire, et un dos flexible.